# إيفيغاء
إيفيغاء إحدى بلديات دائرة عزازقة التابعة لولاية تيزي وزو الجزائرية.

## مواضيع ذات صلة
- بلديات ولاية تيزي وزو
- دوائر ولاية تيزي وزو